# Marcus Wallenberg (1864–1943)
Marcus Laurentius Wallenberg, född 5 mars 1864 i Stockholm, död 22 juli 1943 på Malmvik i Lovö, var en svensk företagsledare och bankdirektör.

## Utbildning och karriär
Wallenberg blev underlöjtnant i flottan 1882, men tog avsked  och blev juris utriusque kandidat vid Uppsala universitet i maj 1888. Han blev vice häradshövding 1890 – härav smeknamnet häradshövdingen – och samma år ombudsman i Stockholms Enskilda Bank. Wallenberg blev medlem av bankens direktion och dess vice VD 1892. Han var dess VD 1911–1920. Han var ordförande för Handelshögskoleföreningen, Handelshögskolan i Stockholms högsta beslutande organ, 1938–1943.
Wallenberg var medlem i både 1917 och 1924 års bankkommittéer. Han invaldes 1939 som ledamot nummer 882 av Kungliga Vetenskapsakademien. 1920 blev Wallenberg förste hedersledamot av Kungliga Ingenjörsvetenskapsakademien.
Wallenberg grundade Skattebetalarnas förening 1921.

## Familj

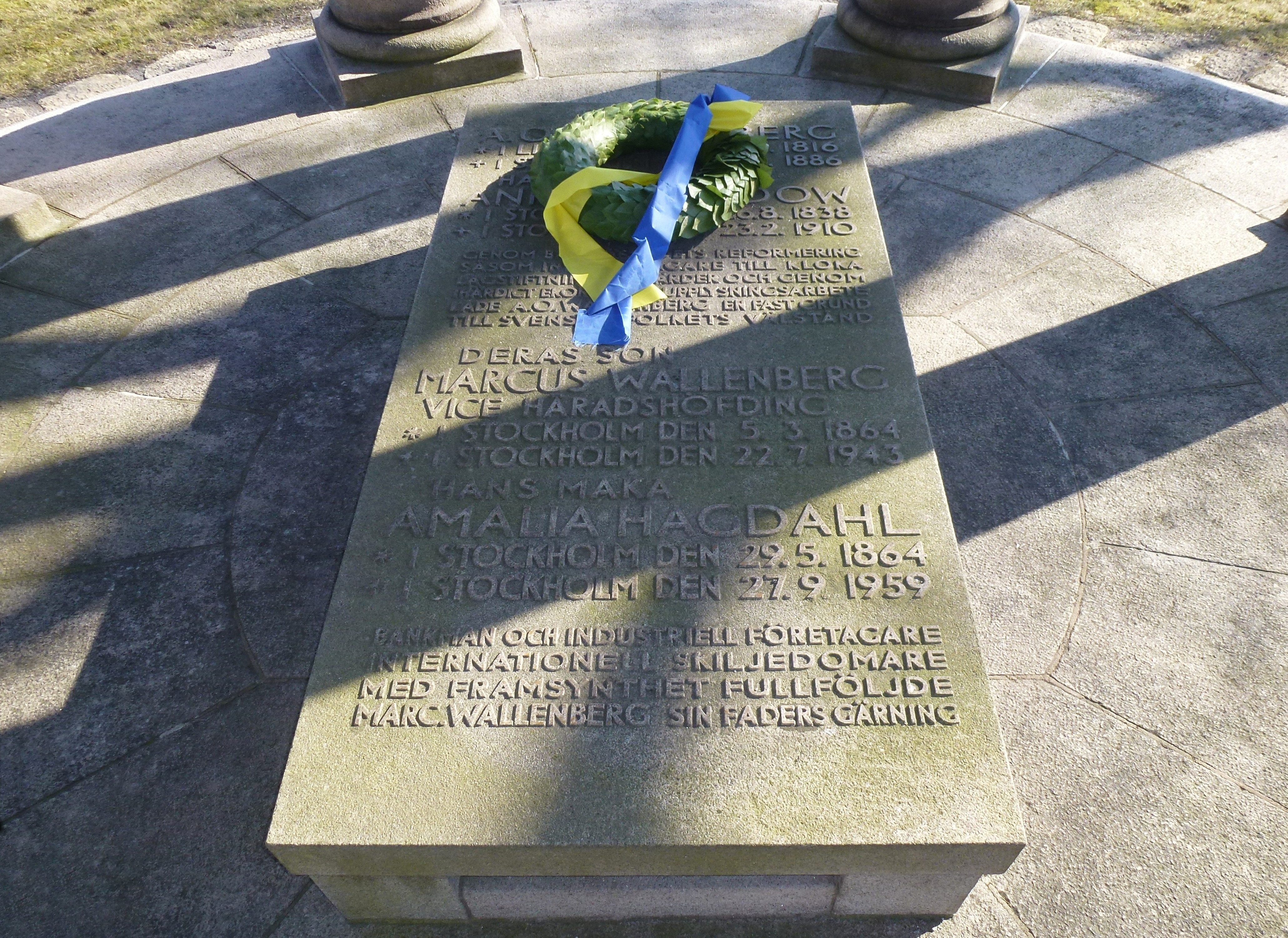
Familjegraven i Wallenberg-mausoleet.

Marcus Wallenberg var son till grundaren av Stockholms Enskilda Bank André Oscar Wallenberg och dennes hustru Anna von Sydow. Wallenberg gifte sig 19 augusti 1890 med Gertrud Amalia Hagdahl. Hon föddes 29 maj 1864 och var dotter till läkaren och kokboksförfattaren Charles Emil Hagdahl. Amalia Wallenberg avled 1959.
Wallenberg var far till Jacob Wallenberg och Marcus Wallenberg samt till de fyra döttrarna Sonja (1891–1970), som under en lång följd av år var gift med översten  greve Carl Björnstjerna, Gertrud (1895–1983), som gifte sig med Ferdinand Arco auf Valley, Andrea (1894–1980), som gifte sig med kommendörkaptenen greve Hakon Mörner af Morlanda, och Ebba (1896–1960), som gifte sig med hovstallmästaren och olympiske guldmedaljören greve Carl Bonde.
Wallenberg är begraven i Wallenberg-mausoleet tillsammans med sina föräldrar och sin hustru vid Malmvik, Ekerö kommun. Jacob Wallenberg grundade år 1960 Stiftelsen Marcus och Amalia Wallenbergs Minnesfond till sina föräldrars minne.

## Utmärkelser

### Svenska utmärkelser
- Riddare och Kommendör av Kungl. Maj:ts Orden (Serafimerorden), 17 november 1931.[8]
- Riddare av första klassen av Vasaorden, 1898.[9]
- Kommendör av andra klassen av Vasaorden, 24 januari 1908.[10]
- Kommendör av första klassen av Vasaorden, 6 december 1913.[11]
- Kommendör med stora korset av Vasaorden, 6 juni 1923.[12]
- Riddare av Nordstjärneorden, 1903.[13]
- Kommendör med stora korset av Nordstjärneorden, 6 juni 1918.[14]

### Utländska utmärkelser
- Riddare av storkorset av Italienska kronorden, 1930.[15][16]
- Storkorset av Norska Sankt Olavs orden, 1930.[15][16]
- Kommendör av första klassen av Norska Sankt Olavs orden, tidigast 1910 och senast 1915.[17][18][19]
- Storkorset av Österrikiska Hederstecknet, tidigast 1925 och senast 1928.[14][20]
- Storofficer av Franska Hederslegionen, 1930.[15][16]
- Officer av Franska Hederslegionen, 1908.[21][22]
- Tredje klassen av Japanska Uppgående solens orden, tidigast 1910 och senast 1915.[17][18]